# Pedro Pelaez
Pedro S. Pelaez (* 29. Juni 1812 in Pagsanjan, Provinz Laguna; † 3. Juni 1863 in Manila) war ein philippinischer Priester der römisch-katholischen Kirche, der sich für Reformen in der spanischen Kolonie der Philippinen einsetzte. Er gilt als einer mit der Mitbegründer der Säkularisierungsbewegung innerhalb der katholischen Kirche und als bedeutender Reformator des Bildungswesens auf den Philippinen.
Er wurde als Sohn von dem Spanier Jose Pelaez Rubio und der Filipina Josefa Sebastian Gomez Lozada geboren. Durch seinen Status als Mestize standen ihm andere Möglichkeiten offen. Im Alter von elf Jahren starben seine Eltern. Er wurde vom Dominikanerkloster in Manila aufgenommen und schon bald zur Ausbildung auf das Colegio de San Juan de Letran geschickt. Er schloss die Ausbildung mit dem Bachelor der Künste ab. Danach regte sich in ihm  der Wunsch Priester zu werden. Er schrieb sich an der Päpstlichen und Königlichen Universität des heiligen Thomas von Aquin in Manila ein und erwarb insgesamt drei akademische Titel. Er erwarb den Bachelor of Theology 1833, den Licentiate of Sacred Theology 1836 und den Doctor of Sacred Theology 1844.
Pedro Pelaez empfing 1833 die Priesterweihe und versah neben weiteren Studien die priesterlichen Dienste an der Kathedrale von Manila. Am 18. April 1862 wurde er Diözesanadministrator des Erzbistums Manila, in dieser Position hatte er Einfluss auf Reformen innerhalb der Kirche. Neben seiner Tätigkeit an der Kathedrale von Manila unterrichtete er von 1836 bis 1839 Philosophie an dem Colegio de San Jose, heute Teil der Ateneo de Manila University, und von 1843 bis 1861 an der Päpstlich und Königlichen Universität des Heiligen Thomas von Aquin in Manila. Er unterrichtete unter anderem Jose Burgos und Jacinto Zamora, die beide von seinen Lehren beeinflusst wurden und zusammen mit Mariano Gomez als das GOMBURZA-Trio in die philippinische Geschichte eingingen. Burgos unterstützte Palaez noch zu Lebzeiten in der Säkularisierungsbewegung auf den Philippinen. Pelaez wurde 1852 von Gouverneur General Antonio Urbiztondo beauftragt Reformvorschläge für das Bildungswesen auf den Philippinen auszuarbeiten, die Vorschläge wurde im Educational Decree of 1863 umgesetzt. Von 1861 bis 1862 war er Autor von Artikeln in der Zeitung El Catolico Filipino in denen der Missstände in der Gesellschaft der Kolonie offen ansprach und Gleichberechtigung der Filipinos im Bildungswesen und Wirtschaft forderte.
Am 10. September 1861 wurde ein königlicher Erlass bekannt, der die Bestellung von philippinischen Priestern aufzugeben vorsah und die von ihnen geleiteten Pfarreien an den Orden der Augustiner-Rekollekten zu übergeben sind. Pelaez schrieb daraufhin eine Protestnote an den Gouverneur General Jose Lemery, in der er ihm androhte, einen Kreuzzug zu starten, wenn der Erlass umgesetzt werden sollte. Jedoch starb Pelaez bereits am 3. Juni 1963, ohne seine Arbeit vollenden zu können, bei einem Erdbeben, bei dem die Kathedrale von Manila zerstört wurde. Er leitete zu diesem Zeitpunkt die Messe in der Kathedrale.